# Туембетка
Туембетка — река в России, протекает по Оренбургской области. Устье реки находится в 1,8 км по правому берегу реки Караелга. Длина реки составляет 10 км.
Название реки образовано от башкирского личного мужского имени Туйембэт при помощи русского суффикса «ка».

## Данные водного реестра
По данным государственного водного реестра России относится к Уральскому бассейновому округу, водохозяйственный участок реки — Сакмара от впадения реки Большой Ик и до устья. Речной бассейн реки — Урал (российская часть бассейна).
Код объекта в государственном водном реестре — 12010000712112200006428.